# Lucas Ambrogio
Lucas Ambrogio (Villa Mercedes, Provincia de San Luis, Argentina; 14 de julio de 1999) es un futbolista argentino. Juega de delantero en Argentinos Juniors de la Primera División de Argentina.
Actualmente está a préstamo en Atlanta, equipo de Primera Nacional , hasta diciembre del 2025

## Trayectoria
Ambrogio comenzó jugando en el equipo de su ciudad, Racing de Villa Mercedes, y a los 11 años viajó hacia Buenos Aires para jugar en Boca Juniors. Allí se mantuvo durante unos años, pero por la situación económica de su familia, decidió regresar a Villa Mercedes para jugar en Racing.
En 2016 realizó una prueba con Argentinos Juniors, y al año siguiente conformó el plantel de quinta división. El 16 de agosto de 2019 realizó su debut en Primera, ingresando a los 41 minutos del segundo tiempo por Damián Batallini en la victoria por 3-2 sobre Banfield.

## Estadísticas

### Clubes
- Actualizado hasta el 5 de enero de 2021.

| Argentinos Juniors Argentina | 1.ª                 |                     |   |   |   |   |   |   |   |   |
| Argentinos Juniors Argentina | 1.ª                 | 2019-20             | 1 | 0 | 0 | 0 | - | - | 1 | 0 |
| Argentinos Juniors Argentina | 1.ª                 | 2020                | 1 | 0 | 0 | 0 | - | - | 1 | 0 |
| Argentinos Juniors Argentina | Total club          | Total club          | 2 | 0 | 0 | 0 | - | - | 2 | 0 |
| Total en su carrera | Total en su carrera | Total en su carrera | 2 | 0 | 0 | 0 | - | - | 2 | 0 |
| (1) Las copas nacionales se refiere a la Copa Argentina y a la Copa de la Liga Profesional. (2) Las copas internacionales se refiere a la Copa Libertadores y a la Copa Sudamericana. |                     |                     |   |   |   |   |   |   |   |   |